# Leptobrachella serasanae
Espèce
Statut de conservation UICN

 NT  : Quasi menacé
Leptobrachella serasanae est une espèce d'amphibiens de la famille des Megophryidae.

## Répartition
Cette espèce est endémique de l'Asie du Sud-Est. Elle se rencontre, :
- au Sarawak en Malaisie orientale sur l'île de Bornéo ;
- sur l'île de Serasan dans les îles Natuna en Indonésie.

## Étymologie
Cette espèce est nommée en référence au lieu de sa découverte, l'île de Serasan dans les îles Natuna.

## Publication originale
- Dring, 1983 : Frogs of the genus Leptobrachella (Pelobatidae). Amphibia-Reptilia, vol. 4, no 2/4, p. 89-102.